# Irmgard Reumann
Irmgard Reumann (geb. Dörr, * 20. August 1901 in Sonneberg; † 24. März 1973 ebenda) war eine deutsche Designerin, die Künstler-Karikatur-Puppen kreierte und mit ihren Zille-Figuren für eine weitere Popularisierung der Zilleschen Kunst sorgte. Irmgard Reumann war Mitglied der Reichskammer der bildenden Künste und nach 1945 Mitglied im Verband Bildender Künstler der DDR.

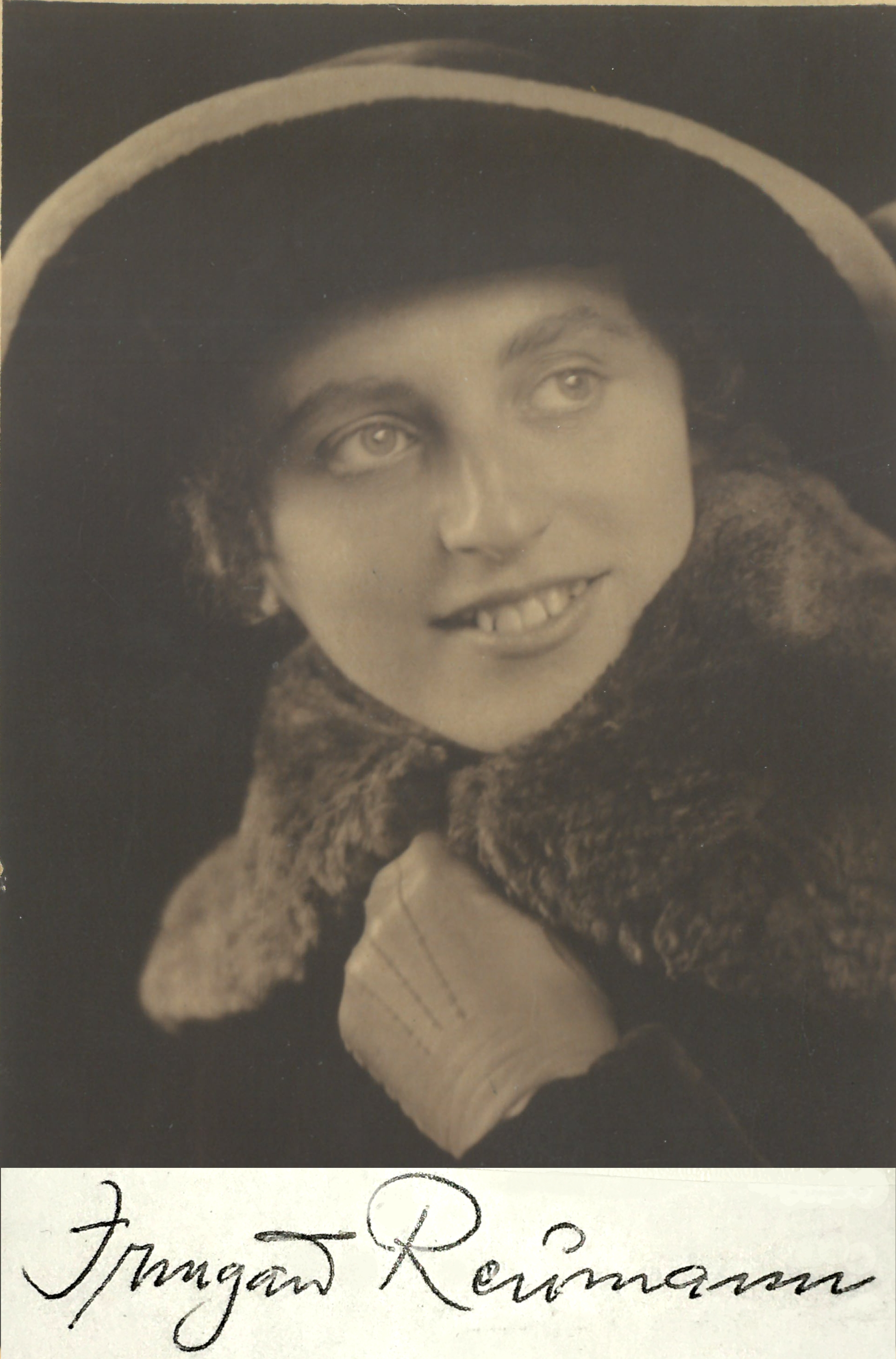
Irmgard Reumann, 1928.

## Leben und Wirken
Irmgard wurde 1901 als zweites Kind des Installateurmeisters Rupert Dörr und seiner Frau Rosa, geb. Nichterlein, in Sonneberg geboren. Nach dem Besuch der protestantischen Volksschule in Sonneberg absolvierte sie eine Ausbildung als Telegrafistin.
Im Jahr 1920 begegnete Irmgard Dörr dem am 14. Mai 1889 in Sonneberg geborenen Maler Armin Reumann. Zu dieser Zeit war sie als Kunsterzieherin in Bad Wildungen tätig. Das Paar heiratete im Mai 1922 und im Juli wurde ihr Sohn Roland geboren.
Am 25. März 1922 berichtete die Zeitschrift „Puppe und Spielzeug“ über eine Serie von Künstler-Karikatur-Puppen, die unter dem Namen Armin Reumann geschaffen wurden, und auf der Leipziger Messe viel Beachtung fanden.
Diese, von der Firma Edmund Edelmann in Sonneberg geführten, Messeneuheiten waren mehr Figuren als Puppen, die in ihrem grotesken-karikaturhaften Erscheinen eine Besonderheit darstellten. Noch im selben Jahr gründeten die Reumanns eine Puppen-Werkstatt in Sonneberg, Ortsteil Oberlind und Irmgard Reumann begann mit der Herstellung von Künstlerpuppen, für die es hinsichtlich der Gestaltungsweise kaum Vergleichbares gab.
In den Puppenwerkstatt-Gemälden fing Armin Reumann die Atmosphäre ein, die er in der Manufaktur seiner Frau erlebte.

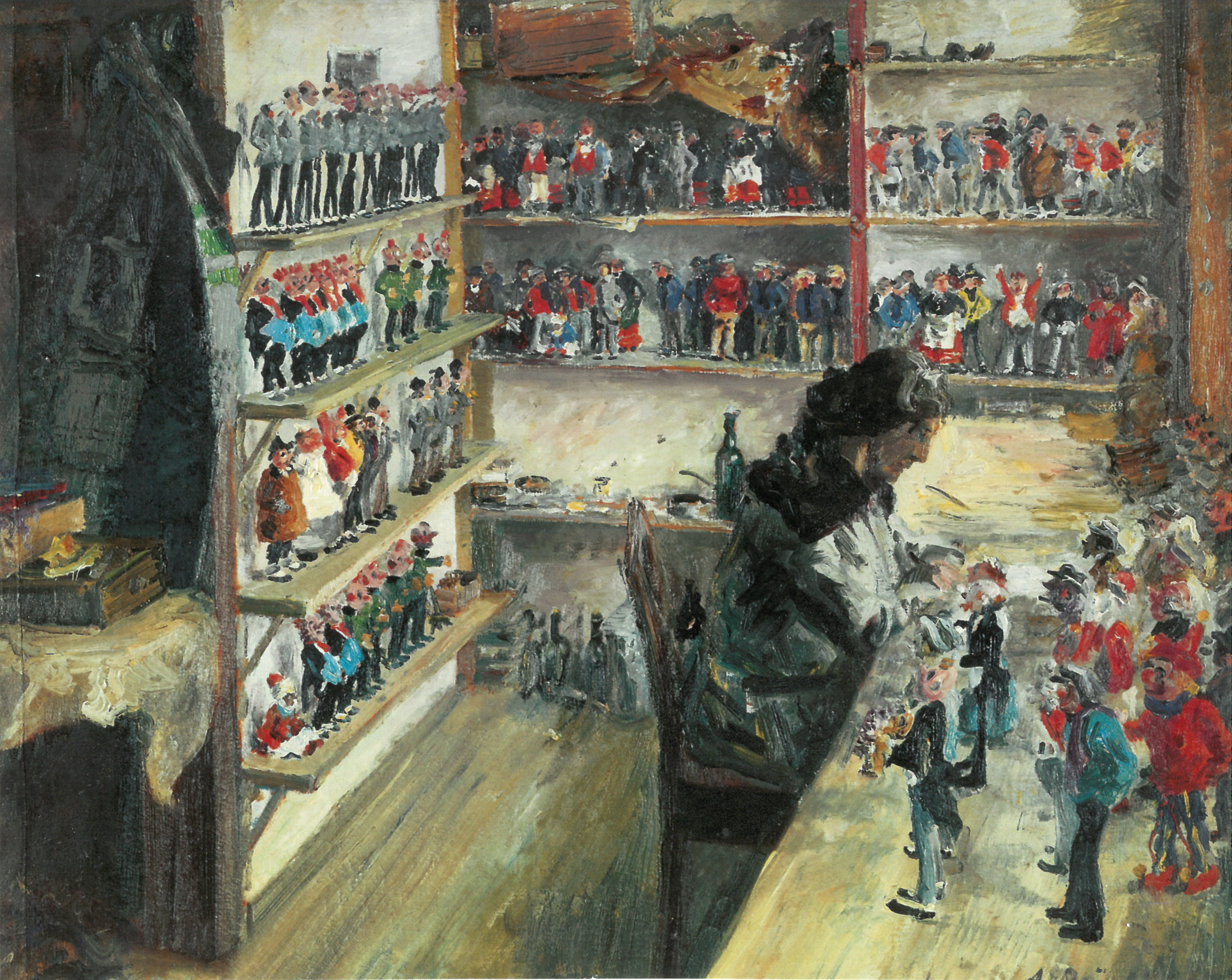
Armin Reumann: Puppenwerkstatt, 1924. Rechts vor dem Tisch sitzt im Profil die Frau des Malers und kontrolliert die einzelnen Puppen.

Irmgard Reumann beschäftigte unterdessen mehrere Mitarbeiter(innen) in ihrer Werkstatt. Die Geburt der Tochter Rita am 9. Juli 1925 führte zu einer kurzen Unterbrechung ihrer künstlerischen Tätigkeit.
Erste Häuser in Berlin, Hamburg und anderen Städten erteilten Irmgard Reumann in der Folgezeit besondere Aufträge und erwarben ihre Arbeiten wiederholt für Ausstellungszwecke.
Nach der Bekanntschaft mit dem Maler und Zeichner Heinrich Zille (1858–1929) in Berlin, erwarben Armin und Irmgard Reumann von ihm 1928 das Recht, Künstlerpuppen in einer dreidimensionalen Entsprechung nach Motiven aus seinem zeichnerischen Werk herzustellen. Sechs Zille-Zeichnungen gestaltete Irmgard Reumann mit ihren Figuren nach, die deutschlandweit für Furore sorgten.
Währenddessen profitierte auch die Spielzeugstadt Sonneberg vom Erfolg der Puppenkünstlerin. So wurde Irmgard Reumann unter anderem eine wichtige Rolle innerhalb des Sonneberger Beitrags zu der 1930 stattfindenden Puppenschau im Kaufhaus Tietz, Hamburg, zuteil. Auch an der Spielzeugschau des Jahres 1933 in Sonneberg war sie beteiligt. Wiederum waren es besonders die „Zilletypen“, die von allen Beschauern mit reichem Beifall aufgenommen wurden.
Als Armin und Irmgard Reumann ihre Künstlerpuppen nach Zille-Motiven ein Jahr darauf auch in Deutschlands neuer Kunstmetropole Berlin zeigten, war die Resonanz überwältigend.
Die öffentliche Kritik lobte die Figuren als „hohe und seltene, in ihrer Art noch kaum dagewesene Kunst“.

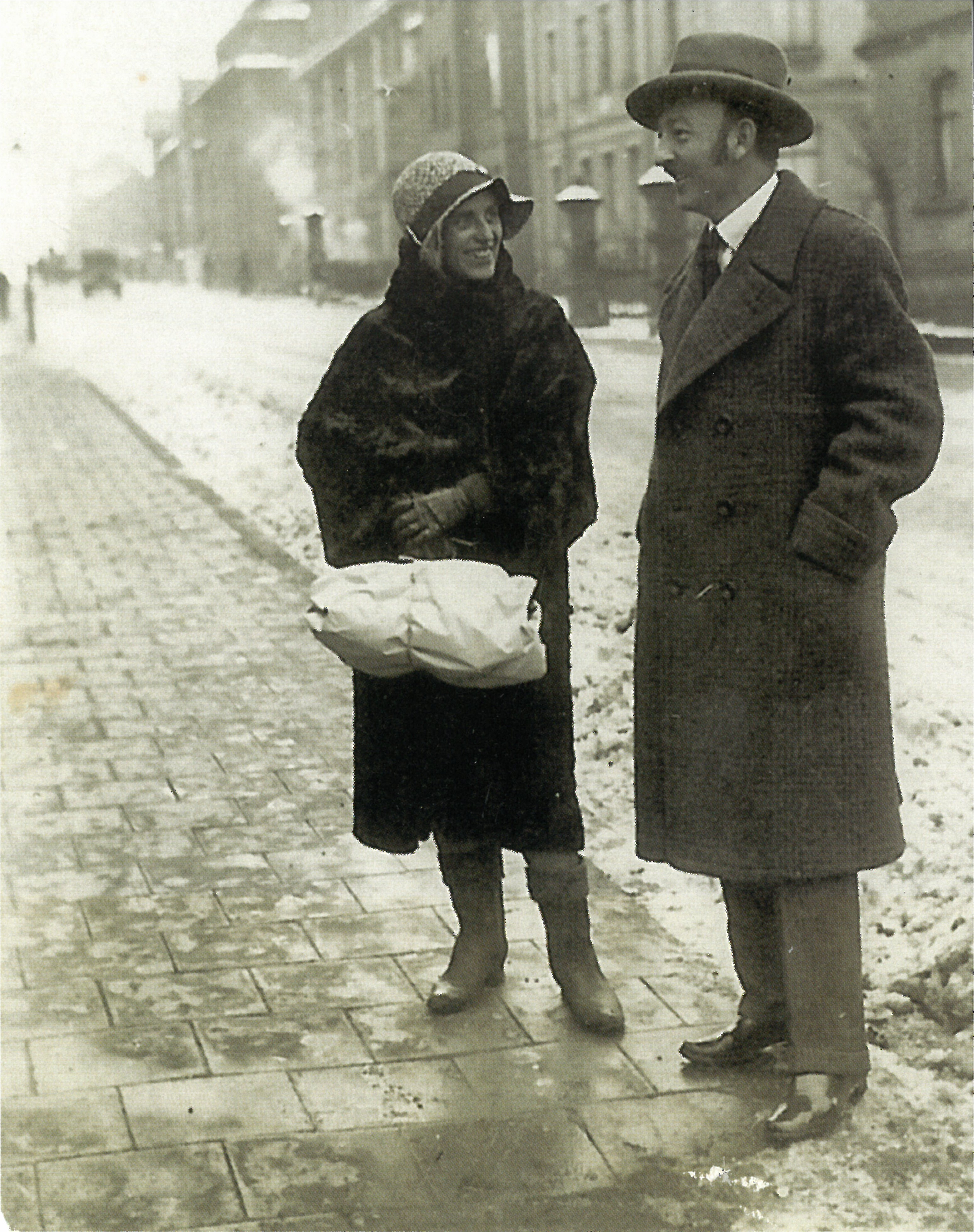
Armin u. Irmgard Reumann, unterwegs, 1934.

Die Exponate wurden am Kaiserdamm und in Berlin-Charlottenburg – Zilles letztem Wohnsitz – ausgestellt.
Die Zille-Figuren fanden Anerkennung bei den Malerinnen Käthe Kollwitz und Sella Hasse, dem Bildhauer Ernst Seger und dem Karikaturisten Paul Simmel. Käthe Kollwitz und Paul Scheurich erwarben Künstlerpuppen, die ausländische Betrachter als „Novellen ohne Worte“ bezeichneten.
Nachdem ihre „Zilletypen“ und Figuren von Randgruppen der Gesellschaft (Landstreicher, Bettler, Vagabunden) in den folgenden Jahren den Tabus der inzwischen alles beherrschenden nationalsozialistischen Ideologie unterlagen und insofern nicht mehr gefragt waren, begann Irmgard Reumann Figuren zu gestalten, die in die Welt der Kinder und Märchen gehörten. So entstanden in großer Zahl Zwerge, Wichtel, Hexen, Gänsediebe und andere lustige Taugenichtse, von denen noch Jahrzehnte später viele Puppenmacherinnen gestalterisch profitierten.
Für das Ehepaar Reumann war der Soldatentod ihres künstlerisch hochbegabten Sohnes Roland 1944 ein schwerer Schicksalsschlag. Mit dem Tode Armin Reumanns am 29. Oktober 1952 endete das Phänomen einer jahrzehntelangen symbiotischen Beziehung, die Werk und Wirken des Künstlerpaares trug.
Der Verlust von Teilen ihres künstlerischen Œuvres in den Wirren des Ungarischen Volksaufstandes während einer Ausstellung in Budapest 1956 bremste den Schaffensdrang der Puppen-Künstlerin und Irmgard Reumann widmete sich fortan vor allem der Familie.
Ausstellungsbeteiligungen wie in Heringsdorf auf Usedom 1964 oder im Museum für Geschichte der Stadt Leipzig 1965 und neue Puppenschöpfungen für die Handwerkskammer Suhl 1968 oder die Genossenschaft Bildender Künstler „Albrecht Dürer“ im Bezirk Suhl 1972 blieben Episoden.
Am 24. März 1973 starb Irmgard Reumann nach kurzer schwerer Krankheit in Sonneberg.
Einen Teil ihrer Künstlerpuppen, die seit Mitte der 1930er Jahre nur noch von eigener Hand ausgeführt wurden, stiftete Irmgard Reumann bereits zu Lebzeiten dem Deutschen Spielzeugmuseum Sonneberg, darunter die bekannte Märchengruppe „Schneewittchen und die sieben Zwerge“, die über viele Jahre in der ständigen Ausstellung des Museums ein Anziehungspunkt für die Besucher ist.
Von den „Zilletypen“ sind lediglich vier Figuren im Nachlass erhalten geblieben sowie einer der von Armin Reumann geschaffenen Dioramenprospekte.

## Publikationen
- Reinhild Schneider: Eine Puppenwerkstatt in Sonneberg – Interieurs Armin Reumann / Künstlerpuppen Irmgard Reumann, Scant Color Leipzig, Herausgeber: Deutsches Spielzeugmuseum Sonneberg (2009).

## Nachweise